# Bryoerythrophyllum latinervium
Bryoerythrophyllum latinervium là một loài Rêu trong họ Pottiaceae. Loài này được (Holmen) Fedosov & Ignatova mô tả khoa học đầu tiên năm 2008.